# グリシャ・プレメル
グリシャ・プレメル（Grischa Prömel、1995年1月9日 - ）は、ドイツ・バーデン＝ヴュルテンベルク州シュトゥットガルト出身のプロサッカー選手。ブンデスリーガ・TSG1899ホッフェンハイム所属。ポジションは、ミッドフィールダー。
グリシャ・プロメルとも表記される。

## 代表歴
リオオリンピック代表メンバーに選出され、銀メダルを獲得した。